# Wilhelmine Moser
Wilhelmine Moser (* 21. Februar 1930 in Graz) ist eine ehemalige österreichische Politikerin (ÖVP). Sie war von 1973 bis 1979 Abgeordnete zum Nationalrat.
Moser besuchte nach der Volks- und Mittelschule eine Handelsschule und war danach als staatlich geprüfte Stenotypistin tätig. Sie verbrachte einen zehnjährigen Auslandsaufenthalt und wurde Hausfrau. Politisch engagierte sie sich als Stadtkulturreferentin der Österreichischen Frauenbewegung (ÖFB) und in der Stadtgruppe Graz, zudem war sie ab 1971 Landeskulturreferentin der ÖFB Steiermark. 1975 übernahm sie das Amt der ÖFB-Landesleiterin der Steiermark. Sie vertrat die ÖVP zwischen dem 17. Oktober 1973 und dem 9. Februar 1979 im Nationalrat.